# Donoratico
Donoratico est une frazione située sur la commune de Castagneto Carducci, province de Livourne, en Toscane, Italie. Au moment du recensement de 2011 sa population était de 5 046 habitants.

## Géographie
Le hameau est situé dans la Maremme sur la côte tyrrhénienne, à proximité de la station balnéaire de Marina di Castagneto Carducci, à 56 km au sud de la ville de Livourne.

## Monuments
- Église San Bernardo Abate, construite en 1954[1]
- Villa Serristori, villa rurale du XVIIe siècle
- Château de Donoratico (ruines)[2]